# Friedrich Kerr
Pour les articles homonymes, voir Kerr.
Friedrich Kerr dit Fritz Kerr, né le 2 avril 1892 à Vienne et mort le 9 octobre 1974 dans la même ville, est un footballeur et entraîneur autrichien.

## Biographie
En tant que défenseur, Friedrich Kerr fut international autrichien à sept reprises (1916-1918) pour aucun but inscrit. Il joua dans deux clubs autrichiens (Wiener AC et SC Hakoah Vienne), sans en connaître son palmarès.
En tant qu'entraîneur, il dirigea des clubs autrichiens (Hasmonea Lemberg), allemands (Stuttgarter Kickers), français (RC Strasbourg et FC Mulhouse) et suisses (Lausanne Sports, FC Aarau et FC Saint-Gall), ainsi que la sélection nationale estonienne en 1930 pour 6 matchs (1V, 1N et 4D). Il remporte la coupe de Suisse en 1939 avec Lausanne Sports, ainsi que le championnat de Bade-Wurtemberg en 1928 avec Stuttgarter Kickers.

## Clubs

### En tant que joueur
- 1916-1918 :  Wiener AC[1]
- 1922-1924 :  SC Hakoah Vienne

### En tant qu'entraîneur
- 1924-1925 :  Hasmonea Lwów
- 1927-1929 :  Stuttgarter Kickers
- 1930 :  Estonie
- 1932-1933 :  Stuttgarter Kickers
- 1933-1934 :  FC Aarau
- janvier 1934-1935 :  RC Strasbourg[2]
- 1935-1936 :  FC Mulhouse
- 1938-1939 :  Lausanne Sports
- 1939-1940 :  FC Aarau
- 1951-1952 :  Stuttgarter Kickers
- 1952-1954 :  FC Saint-Gall
- 1954-1955 :  FC Aarau
- 1955-1956 :  FC Dornbirn
- 1957-1958 :  VfB Bielefeld
- 1959-1960 :  SG Düren 99
- 1962-1963 :  San Lorenzo de Almagro

## Palmarès
- Championnat de Bade-Wurtemberg de football

- - Champion en 1928
- Championnat de France de football
  - Vice-champion en 1935
- Coupe de Suisse de football
  - Vainqueur en 1939